# Municipio de Allen (Misuri)
El municipio de Allen (en inglés: Allen Township) es un municipio ubicado en el condado de Worth en el estado estadounidense de Misuri. En el año 2010 tenía una población de 165 habitantes y una densidad poblacional de 1,36 personas por km².

## Geografía
El municipio de Allen se encuentra ubicado en las coordenadas 40°25′21″N 94°17′3″O / 40.42250, -94.28417. Según la Oficina del Censo de los Estados Unidos, el municipio tiene una superficie total de 121.49 km², de la cual 121,44 km² corresponden a tierra firme y (0,04 %) 0,04 km² es agua.

## Demografía
Según el censo de 2010, había 165 personas residiendo en el municipio de Allen. La densidad de población era de 1,36 hab./km². De los 165 habitantes, el municipio de Allen estaba compuesto por el 97,58 % blancos, el 1,82 % eran afroamericanos, el 0,61 % eran de otras razas. Del total de la población el 0,61 % eran hispanos o latinos de cualquier raza.